# چارلز ادوارد پوگ
چارلز ادوارد پوگ (انگلیسی: Charles Edward Pogue؛ زادهٔ ۱۸ ژانویهٔ ۱۹۵۰) فیلم‌نامه‌نویس، بازیگر و رمان‌نویس اهل ایالات متحده آمریکا است. وی از سال ۱۹۸۳ میلادی تاکنون مشغول فعالیت بوده‌است.
از فیلم‌ها یا مجموعه‌های تلویزیونی که وی در آن‌ها نقش داشته‌است، می‌توان به سگ باسکرویل، نشانه چهار، روانی ۳، مگس، دی.او.ای. و اژدهادل اشاره نمود.